# میگوی کاردینال
میگوی کاردینال (نام علمی: Caridina dennerli) نام یک گونه از فروراسته میگوهای اصلی است.